# Sarah Pitkowski-Malcor
Sarah Pitkowski-Malcor (* 13. November 1975 in Seclin, als Sarah Pitkowski) ist eine ehemalige französische Tennisspielerin.

## Karriere
Pitkowski-Malcor gewann auf der WTA Tour am 25. April 1999 einen Einzeltitel.
1998 bestritt sie zwei Einzelspiele für die französische Fed-Cup-Mannschaft, von denen sie eins gewann.

## Turniersiege

### Einzel
| Nr. | Datum          | Turnier  | Kategorie    | Belag | Finalgegnerin           | Ergebnis |
| --- | -------------- | -------- | ------------ | ----- | ----------------------- | -------- |
| 1.  | 25. April 1999 | Budapest | WTA Tier IVa | Sand  | Cristina Torrens Valero | 6:2, 6:2 |

## Abschneiden bei Grand-Slam-Turnieren

### Einzel
| Turnier         | 1993 | 1994 | 1995 | 1996 | 1997 | 1998 | 1999 | 2000 | 2001 | Karriere |
| --------------- | ---- | ---- | ---- | ---- | ---- | ---- | ---- | ---- | ---- | -------- |
| Australian Open | —    | —    | 2    | 1    | 1    | 1    | 1    | 1    | 2    | 1        |
| French Open     | 1    | —    | 2    | 3    | 2    | 1    | 1    | 1    | 1    | 3        |
| Wimbledon       | —    | —    | 1    | —    | 2    | 1    | 3    | 3    | 1    | 3        |
| US Open         | —    | —    | 1    | 2    | 2    | 3    | 2    | 1    | —    | 3        |

### Doppel
| Turnier         | 1995 | 1996 | 1997 | 1998 | 1999 | 2000 | 2001 | Karriere |
| --------------- | ---- | ---- | ---- | ---- | ---- | ---- | ---- | -------- |
| Australian Open | —    | 1    | 1    | —    | —    | —    | —    | 1        |
| French Open     | 1    | 2    | 1    | 2    | 1    | 1    | 1    | 2        |
| Wimbledon       | —    | 1    | —    | —    | —    | —    | —    | 1        |
| US Open         | —    | 2    | —    | —    | —    | —    | —    | 2        |